# Gloria Siebert

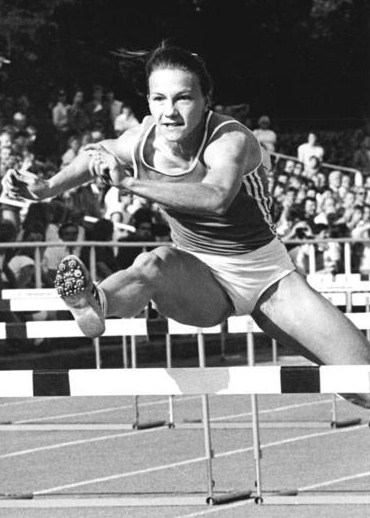
Gloria Uibel im Jahr 1988

Gloria Siebert (geb. Kovarik bis 1984, verheiratete Uibel bis 1987; * 13. Januar 1964 in Ortrand) ist eine ehemalige deutsche Leichtathletin, die bis 1990 für die DDR startete. Bei den Olympischen Spielen 1988 in Seoul gewann sie die Silbermedaille im 100-Meter-Hürdenlauf hinter der Bulgarin Jordanka Donkowa (Gold) und vor der bundesdeutschen Claudia Zaczkiewicz (Bronze). Für diesen Erfolg wurde sie mit dem Vaterländischen Verdienstorden in Silber ausgezeichnet.
Starts beim 100-Meter-Hürdenlauf bei internationalen Höhepunkten im Einzelnen:
- Junioreneuropameisterschaften 1981: Platz 2 (13,27 s)
- Weltmeisterschaften 1987: Platz 2 (12,44 s)
- Europameisterschaften 1990: Platz 2 (12,91 s)
- Weltmeisterschaften 1991: im Vorlauf ausgeschieden

Am 20. Februar 1988 stellte sie in Ost-Berlin drei Hallenweltbestleistungen im 50-Meter-Hürdenlauf auf (6,69 s, 6,68 s, 6,67 s; als Weltrekord nicht offiziell registriert).
Gloria Siebert gehörte dem SC Cottbus an. Sie hatte bei einer Größe von 1,72 m ein Wettkampfgewicht von 59 kg.
Gloria Siebert ist die Mutter des mehrfachen deutschen Jugendmeisters und Vizejunioreneuropameisters 2001 im 110-Meter-Hürdenlauf Sebastian Siebert (* 23. Juni 1982).